# Un psaume pour les recyclés sauvages
Un psaume pour les recyclés sauvages (titre original : A Psalm for the Wild-Built) est un roman court de science-fiction du genre solarpunk écrit par Becky Chambers, paru en 2021 puis traduit en français et publié aux éditions L'Atalante en 2022. Il est le premier livre de la série Histoires de moine et de robot.
Un psaume pour les recyclés sauvages a été récompensé par le prix Hugo du meilleur roman court 2022.

## Écriture
En 2018, alors que les deux premiers romans de la saga Les Voyageurs (L'Espace d'un an publié en 2014 et Libration publié en 2016) avaient tous deux été nommés pour le prix Arthur C. Clarke, Becky Chambers accepte la demande de l'éditeur Tor, qui souhaite qu'elle écrive une série de deux romans courts dans le genre émergent du solarpunk; Becky Chambers commence donc à écrire cette série pendant qu'elle travaille sur la suite de sa saga Les Voyageurs.

## Résumé
Panga est une lune orbitant autour de la planète Motan. La société humaine qui s'y est développée, après avoir atteint une ère industrielle qui a vu l'avènement de robots intelligents, a effectué une transition vers un mode de vie responsable et durable, bannissant les êtres humains de parties entières de Panga. Au moment de cette transition, les robots ont décidé de quitter la société humaine et se sont installés dans les secteurs dont les êtres humains se sont exclus.
À une époque où les robots ne sont plus que des mythes pour les êtres humains, Dex, vingt-neuf ans, non-binaire, exerce la fonction de moine de jardin. Ne supportant plus la vie au monastère qui ne lui procure plus de sens, vie qui pourtant représentait son idéal à un plus jeune âge, Dex décide de partir sur les routes et de se consacrer au service du thé dans les villages traversés à bord d’un chariot-vélo à deux étages, avec un toit recouvert d'un enduit thermovoltaïque et doté d'une éolienne miniature fixée sur le côté, d'une réserve d'eau potable et d'un filtre à eaux grises, tous deux boulonnés sous le plancher. Avec cet équipement, Dex se rend de village en village afin d'apporter écoute, réconfort et infusions aux habitants de Panga.
Après deux années passées sur les routes pendant lesquelles Dex a développé ses compétences jusqu'à l'excellence, le questionnement sur l’absence de sens de sa vie est toujours présent, malgré sa nouvelle fonction de moine de thé. Une décision brusque et irréfléchie l’emmène hors des zones d'implantation humaine, à travers des zones naturelles protégées, sur une route à l’abandon de l'époque pré-transition. Pendant sa recherche d'un ancien ermitage situé dans une région réensauvagée, un robot métallique de deux mètres dix vient à sa rencontre. Ce robot est prénommé Omphale Tachetée Splendide, d'après le nom du champignon qui a été la première chose aperçue en ouvrant ses yeux pour la première fois, selon la règle de nommage adoptée par tous les robots depuis leur exil de la société humaine. Omphale est en route vers un territoire humain afin de s'assurer que, sans les robots, la société humaine a progressé dans une direction favorable, brisant ainsi une règle d'éloignement suivie depuis des temps lointains. Le robot propose son aide à Dex pour son voyage vers l'ermitage dans l'espoir qu'ensuite, le duo se rende dans un village ou une ville humaine afin de répondre aux questionnements du robot. Malgré une réticence de prime abord, Dex, face aux difficultés rencontrées dans cette nature sauvage, accepte l'aide du robot. Durant le voyage vers l'ermitage, Dex et Omphale discutent beaucoup et abordent notamment la problématique de la recherche d'un sens à la vie.

## Thèmes
Comme dans ses autres œuvres, Becky Chambers aborde de manière optimiste les thèmes récurrents de la tolérance, de la bienveillance, de la psychologie positive, des questions de genre, de l'écologie (notamment du point de vue des énergies renouvelables, du recyclage et du réensauvagement nécessaire à la préservation de la biodiversité et à la mitigation du changement climatique) ainsi que de la philosophie, la politique et l'économie des communs et du développement durable.

## Réception critique

### Récompenses
Un psaume pour les recyclés sauvages a été nommé à plusieurs des prix littéraires les plus prestigieux attribués aux romans courts de science-fiction : il a été nommé pour le prix Nebula 2021, le prix Hugo 2022, le prix RUSA 2022 et le Grand prix de l'Imaginaire 2023.
Il a remporté le prix Hugo du meilleur roman court et le prix RUSA du meilleur ouvrage de science-fiction.